# Alexander Sims
Alexander George Oliver Sims (Londres, Inglaterra, Reino Unido; 15 de marzo de 1988) es un piloto de automovilismo británico. Actualmente compite en distintos campeonatos de gran turismos y resistencia.
Tras sus inicios en Fórmula Renault y Fórmula 3, en 2011 y 2013 corrió en GP3 Series. Luego de esto se centró en competencias de GT, hasta su llegada a la Fórmula E en 2018, de la mano de BMW i Andretti. Participó en dos temporadas con dicho equipo, alcanzando una victoria. Para la temporada 2020-21 fue piloto de Mahindra Racing.

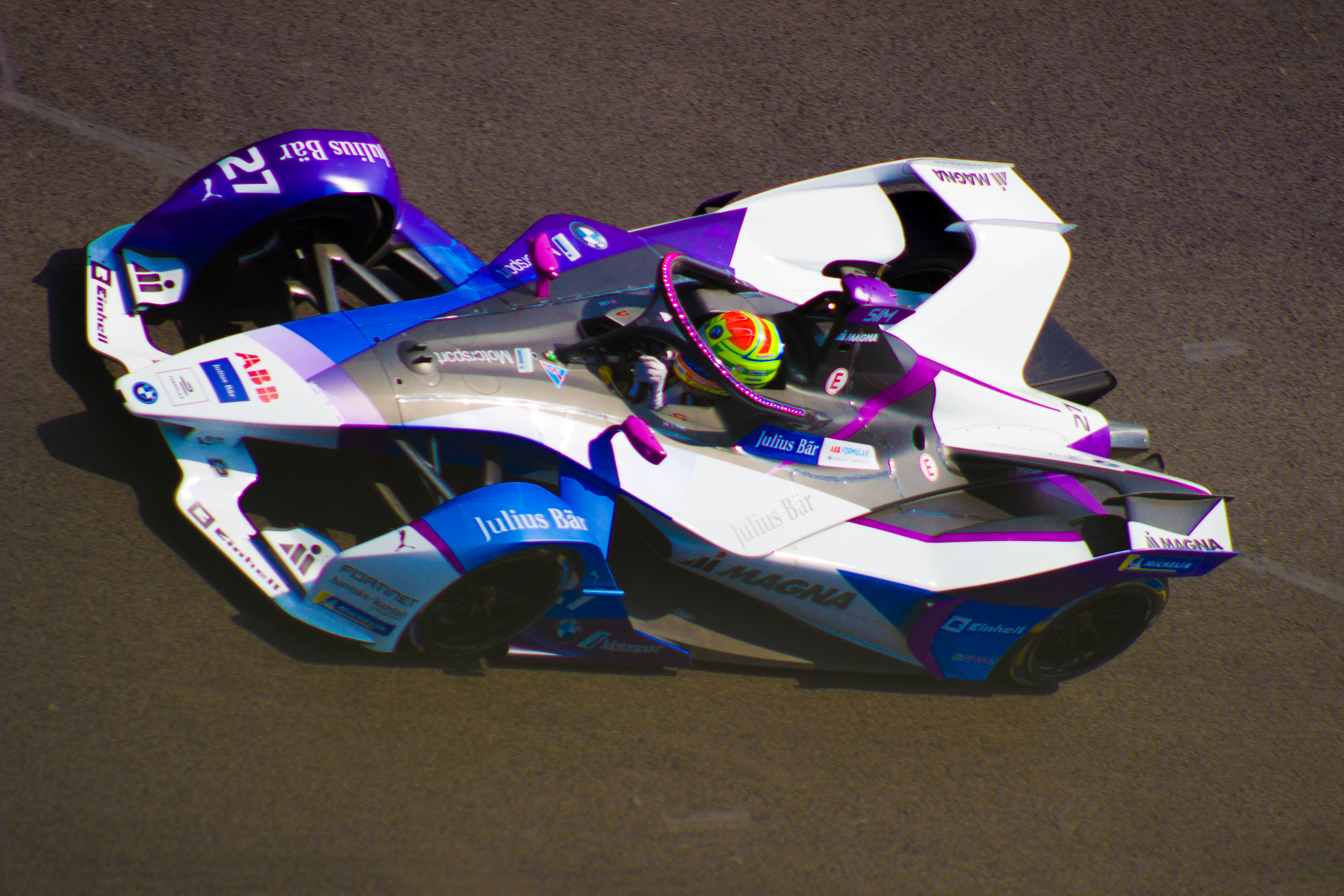
Sims en el ePrix de Ciudad de México 2020.

## Resumen de carrera
| Temporada | Categoría                                               | Equipo                                      | Carreras             | Victorias            | Poles                | VR                   | Podios               | Puntos               | Pos.                 |
| --------- | ------------------------------------------------------- | ------------------------------------------- | -------------------- | -------------------- | -------------------- | -------------------- | -------------------- | -------------------- | -------------------- |
| 2006      | Copa de Invierno de Fórmula Renault UK                  | Manor Competition                           | 4                    | 0                    | 0                    | 1                    | 1                    | 52                   | 9.º                  |
| 2007      | Fórmula Renault UK                                      | Manor Competition                           | 20                   | 1                    | 0                    | 1                    | 3                    | 272                  | 8.º                  |
| 2007      | Copa de Europa del Norte de Fórmula Renault 2.0         | Manor Competition                           | 2                    | 0                    | 0                    | 0                    | 0                    | 16                   | 37.º                 |
| 2007      | Fórmula Renault UK                                      | Manor Competition                           | 4                    | 0                    | 0                    | 0                    | 0                    | 20                   | 19.º                 |
| 2007      | Fórmula Renault 2.0 Francesa                            | Manor Competition                           | 5                    | 0                    | 1                    | 0                    | 0                    | 19                   | 15.º                 |
| 2007      | Fórmula Renault 2.0 Francesa                            | Pole Services                               | 4                    | 0                    | 0                    | 0                    | 0                    | 19                   | 15.º                 |
| 2008      | Fórmula Renault UK                                      | Manor Competition                           | 20                   | 2                    | 1                    | 3                    | 12                   | 449                  | 2.º                  |
| 2008      | Copa de Europa Occidental de Fórmula Renault 2.0        | Manor Competition                           | 2                    | 0                    | 0                    | 0                    | 0                    | 0                    | NC                   |
| 2008      | Eurocopa de Fórmula Renault 2.0                         | SG Formula                                  | 2                    | 0                    | 0                    | 0                    | 0                    | 7                    | 19.º                 |
| 2008      | Fórmula BMW Pacific                                     | Team Meritus                                | 1                    | 0                    | 0                    | 1                    | 0                    | 0                    | NC†                  |
| 2009      | Fórmula 3 Euroseries                                    | Mücke Motorsport                            | 20                   | 1                    | 1                    | 2                    | 5                    | 54                   | 4.º                  |
| 2009      | Masters de Fórmula 3                                    | Mücke Motorsport                            | 1                    | 0                    | 0                    | 0                    | 0                    | N/A                  | 5.º                  |
| 2009      | Fórmula Master Internacional                            | T.S.P.                                      | 4                    | 0                    | 0                    | 0                    | 0                    | 0                    | NC†                  |
| 2009      | Gran Premio de Macao                                    | City of Dreams/Räikkönen Robertson          | 1                    | 0                    | 0                    | 0                    | 0                    | N/A                  | 18.º                 |
| 2010      | Fórmula 3 Euroseries                                    | ART Grand Prix                              | 18                   | 1                    | 0                    | 0                    | 5                    | 63                   | 4.º                  |
| 2010      | Fórmula 3 Británica                                     | ART Grand Prix                              | 6                    | 1                    | 0                    | 1                    | 2                    | N/A                  | NC†                  |
| 2010      | Masters de Fórmula 3                                    | ART Grand Prix                              | 1                    | 0                    | 1                    | 0                    | 1                    | N/A                  | 2.º                  |
| 2010      | Auto GP                                                 | Charouz-Gravity Racing                      | 4                    | 0                    | 0                    | 0                    | 0                    | 0                    | 25.º                 |
| 2010      | Gran Premio de Macao                                    | Räikkönen Robertson Racing                  | 1                    | 0                    | 0                    | 0                    | 0                    | N/A                  | NC                   |
| 2011      | GP3 Series                                              | Status Grand Prix                           | 16                   | 1                    | 0                    | 2                    | 5                    | 34                   | 6.º                  |
| 2011      | Fórmula 3 Británica                                     | Motopark                                    | 3                    | 1                    | 0                    | 0                    | 1                    | 17                   | 18.º                 |
| 2011      | Gran Premio de Macao                                    | TOM'S                                       | 1                    | 0                    | 0                    | 0                    | 0                    | N/A                  | 18.º                 |
| 2012      | European Le Mans Series                                 | Status Grand Prix                           | 2                    | 0                    | 0                    | 0                    | 1                    | 15                   | 10.º                 |
| 2012      | 24 Horas de Le Mans                                     | Status Grand Prix                           | 1                    | 0                    | 0                    | 0                    | 0                    | N/A                  | NC                   |
| 2012      | Fórmula 3 Euroseries                                    | ThreeBond with T-Sport                      | 3                    | 1                    | 0                    | 2                    | 1                    | N/A                  | NC†                  |
| 2012      | Campeonato Europeo de Fórmula 3 de la FIA               | ThreeBond with T-Sport                      | 2                    | 0                    | 0                    | 0                    | 0                    | N/A                  | NC†                  |
| 2012      | Gran Premio de Macao                                    | ThreeBond with T-Sport                      | 1                    | 0                    | 0                    | 0                    | 0                    | N/A                  | 15.º                 |
| 2013      | Campeonato Europeo de Fórmula 3 de la FIA               | ThreeBond with T-Sport                      | 12                   | 0                    | 0                    | 1                    | 5                    | 112                  | 10.º                 |
| 2013      | Gran Premio de Macao                                    | ThreeBond with T-Sport                      | 1                    | 0                    | 0                    | 0                    | 0                    | N/A                  | 4.º                  |
| 2013      | GP3 Series                                              | Status Grand Prix                           | 2                    | 0                    | 0                    | 0                    | 1                    | 77                   | 8.º                  |
| 2013      | GP3 Series                                              | Carlin                                      | 6                    | 1                    | 0                    | 1                    | 2                    | 77                   | 8.º                  |
| 2013      | Blancpain Endurance Series                              | Hexis Racing                                | 5                    | 0                    | 0                    | 0                    | 1                    | 24                   | 15.º                 |
| 2013      | FIA GT Series                                           | Boutsen Ginion Racing                       | 1                    | 0                    | 0                    | 0                    | 0                    | 0                    | NC†                  |
| 2014      | Campeonato de GT Británico                              | Ecurie Ecosse powered by Black Bull         | 8                    | 2                    | 3                    | 4                    | 4                    | 129.5                | 3.º                  |
| 2014      | Blancpain Endurance Series                              | Triple 888 Racing                           | 1                    | 0                    | 0                    | 0                    | 0                    | 9                    | 22.º                 |
| 2014      | Blancpain Endurance Series Pro-Am                       | Ecurie Ecosse                               | 1                    | 0                    | 0                    | 0                    | 1                    | 0                    | NC†                  |
| 2015      | Campeonato de GT Británico                              | Ecurie Ecosse powered by Black Bull         | 9                    | 2                    | 2                    | 0                    | 4                    | 143.5                | 2.º                  |
| 2015      | Blancpain Endurance Series Pro-Am                       | Ecurie Ecosse                               | 1                    | 0                    | 0                    | 0                    | 0                    | 22                   | 16.º                 |
| 2015      | Campeonato Europeo de Fórmula 3 de la FIA               | HitechGP                                    | 6                    | 0                    | 0                    | 1                    | 0                    | 0                    | NC†                  |
| 2015      | Gran Premio de Macao                                    | Double R Racing                             | 1                    | 0                    | 0                    | 0                    | 1                    | N/A                  | 3.º                  |
| 2016      | Blancpain GT Series Sprint Cup                          | Rowe Racing                                 | 10                   | 0                    | 0                    | 0                    | 2                    | 23                   | 11.º                 |
| 2016      | Blancpain GT Series Endurance Cup                       | Rowe Racing                                 | 5                    | 1                    | 0                    | 0                    | 1                    | 56                   | 4.º                  |
| 2016      | Campeonato de GT Británico                              | Barwell Motorsport                          | 5                    | 0                    | 0                    | 1                    | 0                    | 23                   | 14.º                 |
| 2016      | Campeonato Europeo de Fórmula 3 de la FIA               | HitechGP                                    | 3                    | 0                    | 0                    | 0                    | 0                    | 0                    | NC†                  |
| 2016      | Gran Premio de Macao                                    | Double R Racing                             | 1                    | 0                    | 0                    | 0                    | 0                    | N/A                  | 10.º                 |
| 2017      | WeatherTech SportsCar Championship - GTLM               | BMW Team RLL                                | 11                   | 3                    | 0                    | 2                    | 4                    | 317                  | 2.º                  |
| 2017      | Blancpain GT Series Endurance Cup                       | Rowe Racing                                 | 4                    | 0                    | 0                    | 0                    | 0                    | 6                    | 27.º                 |
| 2017      | Intercontinental GT Challenge                           | Rowe Racing                                 | 1                    | 0                    | 0                    | 0                    | 0                    | 0                    | NC                   |
| 2017-18   | Fórmula E                                               | MS Amlin Andretti                           | Piloto de desarrollo | Piloto de desarrollo | Piloto de desarrollo | Piloto de desarrollo | Piloto de desarrollo | Piloto de desarrollo | Piloto de desarrollo |
| 2018      | WeatherTech SportsCar Championship - GTLM               | BMW Team RLL                                | 11                   | 2                    | 1                    | 0                    | 4                    | 304                  | 6.º                  |
| 2018      | Blancpain GT Series Endurance Cup                       | Rowe Racing                                 | 3                    | 0                    | 0                    | 0                    | 1                    | 29                   | 15.º                 |
| 2018      | 24 Horas de Le Mans 2018 - LMGTE Pro                    | BMW Team MTEK                               | 1                    | 0                    | 0                    | 0                    | 0                    | N/A                  | DNF                  |
| 2018-19   | Campeonato Mundial de Resistencia de la FIA - LMGTE Pro | BMW Team MTEK                               | 2                    | 0                    | 0                    | 0                    | 1                    | 23                   | 19.º                 |
| 2018-19   | Fórmula E                                               | BMW i Andretti Motorsport                   | 13                   | 0                    | 0                    | 0                    | 1                    | 57                   | 13.º                 |
| 2019-20   | Fórmula E                                               | BMW i Andretti Motorsport                   | 11                   | 1                    | 2                    | 1                    | 1                    | 49                   | 13.º                 |
| 2021      | WeatherTech SportsCar Championship - GTLM               | Corvette Racing                             | 3                    | 0                    | 1                    | 1                    | 1                    | 953                  | 10.º                 |
| 2020-21   | Fórmula E                                               | Mahindra Racing                             | 15                   | 0                    | 0                    | 1                    | 1                    | 54                   | 19.º                 |
| 2021-22   | Fórmula E                                               | Mahindra Racing                             | 16                   | 0                    | 0                    | 0                    | 0                    | 14                   | 17.º                 |
| 2022      | Campeonato Mundial de Resistencia de la FIA - LMGTE Pro | Corvette Racing                             | 1                    | 0                    | 1                    | 0                    | 0                    | 1                    | 28.º                 |
| 2022      | 24 Horas de Le Mans - LMGTE Pro                         | Corvette Racing                             | 1                    | 0                    | 1                    | 0                    | 0                    | N/A                  | DNF                  |
| 2022      | Campeonato Británico de GT - GT3                        | Century Motorsport                          | 2                    | 1                    | 0                    | 1                    | 2                    | 60                   | 11.º                 |
| 2022      | 24 Horas de Nürburgring - SP9                           | Schubert Motorsport                         | 1                    | 0                    | 0                    | 0                    | 0                    | N/A                  | DNF                  |
| 2023      | WeatherTech SportsCar Championship - GTP                | Whelen Engineering Racing                   | 9                    | 1                    | 2                    | 3                    | 3                    | 2733                 | 1.º                  |
| 2023      | 24 Horas de Nürburgring - SP9                           | Scherer Sport PHX                           | 1                    | 0                    | 0                    | 0                    | 0                    | N/A                  | DNF                  |
| 2024      | IMSA SportsCar Championship - GTD Pro                   | Corvette Racing by Pratt Miller Motorsports | 10                   | 1                    | 2                    | 2                    | 3                    | 2646                 | 3.º                  |
| 2024      | GT World Challenge Europe Sprint Cup                    | Madpanda Motorsport                         | 2                    | 0                    | 0                    | 0                    | 0                    | 0                    | NC                   |
| 2024      | GT World Challenge Europe Endurance Cup                 | Triple Eight JMR                            | 1                    | 0                    | 0                    | 0                    | 0                    | 0                    | NC                   |
| 2024      | GT World Challenge America - Pro                        | DXDT Racing                                 | 1                    | 0                    | 0                    | 0                    | 0                    | 30                   | 10.º                 |
| 2025      | IMSA SportsCar Championship - GTD Pro                   | Corvette Racing by Pratt Miller Motorsports | Disputándose         | Disputándose         | Disputándose         | Disputándose         | Disputándose         | Disputándose         | Disputándose         |
| Fuente:   |                                                         |                                             |                      |                      |                      |                      |                      |                      |                      |

## Resultados

### GP3 Series
(Clave) (negrita indica pole position) (cursiva indica vuelta rápida puntuable)

| Año  | Escudería         | 1   | 1   | 2   | 2   | 3   | 3   | 4   | 4   | 5   | 5   | 6   | 6   | 7   | 7   | 8   | 8   | Pos. | Puntos | Ref.  |
| ---- | ----------------- | --- | --- | --- | --- | --- | --- | --- | --- | --- | --- | --- | --- | --- | --- | --- | --- | ---- | ------ | ----- |
| 2011 | Status Grand Prix | EST | EST | BAR | BAR | VAL | VAL | SIL | SIL | NÜR | NÜR | BUD | BUD | SPA | SPA | MNZ | MNZ | 6.º  | 34     | [ 3 ] |
| 2011 | Status Grand Prix | 8   | 1   | Ret | Ret | 6   | 2   | 2   | 3   | 12  | 2   | DSQ | 9   | Ret | Ret | 21† | Ret | 6.º  | 34     | [ 3 ] |
| 2013 |                   | BAR | BAR | VAL | VAL | SIL | SIL | NÜR | NÜR | BUD | BUD | SPA | SPA | MNZ | MNZ | YMC | YMC | 8.º  | 77     | [ 4 ] |
| 2013 | Status Grand Prix |     |     |     |     |     |     | 8   | 2   |     |     |     |     |     |     |     |     | 8.º  | 77     | [ 4 ] |
| 2013 | Carlin            |     |     |     |     |     |     |     |     |     |     | 5   | 1   | 5   | 6   | 2   | 7   | 8.º  | 77     | [ 4 ] |

### Campeonato Mundial de Resistencia de la FIA
(Clave) (negrita indica pole position) (cursiva indica vuelta rápida)

| Año     | Escudería     | Clase     | Automóvil  | 1   | 2   | 3   | 4   | 5   | 6   | 7   | 8   | Pos. | Puntos | Ref.  |
| ------- | ------------- | --------- | ---------- | --- | --- | --- | --- | --- | --- | --- | --- | ---- | ------ | ----- |
| 2018-19 | BMW Team MTEK | LMGTE Pro | BMW M8 GTE | SPA | LMS | SIL | FUJ | SHA | SEB | SPA | LMS | 19.º | 23     | [ 5 ] |
| 2018-19 | BMW Team MTEK | LMGTE Pro | BMW M8 GTE |     | Ret |     |     |     | 2   |     |     | 19.º | 23     | [ 5 ] |

### Fórmula E
(Clave) (negrita indica pole position) (cursiva indica vuelta rápida)

| Año     | Equipo                    | 1      | 2       | 3       | 4      | 5       | 6       | 7       | 8       | 9       | 10      | 11     | 12      | 13     | 14     | 15      | 16     | Pos. | Puntos |
| ------- | ------------------------- | ------ | ------- | ------- | ------ | ------- | ------- | ------- | ------- | ------- | ------- | ------ | ------- | ------ | ------ | ------- | ------ | ---- | ------ |
| 2018-19 | BMW i Andretti Motorsport | ALD 18 | MAR 4   | SAN 7   | MEX 14 | HKG Ret | SNY Ret | ROM 17  | PAR Ret | MON 13  | BER 7   | BRN 11 | NYC 4   | NYC 2  |        |         |        | 13.º | 57     |
| 2019-20 | BMW i Andretti Motorsport | DIR 8  | DIR 1   | SAN Ret | MEX 5  | MAR Ret | BER 9   | BER 19  | BER 10  | BER 13  | BER 11  | BER 13 |         |        |        |         |        | 13.º | 49     |
| 2020-21 | Mahindra Racing           | DIR 7  | DIR 15  | ROM Ret | ROM 2  | VAL DSQ | VAL 23  | MON Ret | PUE 4   | PUE Ret | NYC Ret | NYC 6  | LON Ret | LON 16 | BER 17 | BER 5   |        | 19.º | 54     |
| 2021-22 | Mahindra Racing           | DIR 14 | DIR Ret | MEX Ret | ROM 12 | ROM Ret | MON 11  | BER 9   | BER 18  | YAK 15  | MAR 14  | NYC 14 | NYC 4   | LON 13 | LON 11 | SEÚ Ret | SEÚ 12 | 17.º | 14     |
| Fuente: |                           |        |         |         |        |         |         |         |         |         |         |        |         |        |        |         |        |      |        |